# Амар Гегић
Амар Гегић (Штутгарт, 14. фебруар 1998) босанскохерцеговачки је кошаркаш. Игра на позицији бека, а тренутно наступа за Задар.

## Биографија
Гегић је каријеру почео у сарајевским Спарсима одакле је у септембру 2016. прешао у Бајерн Минхен. Након две сезоне у Бајерну, почетком августа 2018. мења клуб и потписује трогодишњи уговор са Партизаном. Са црно-белима је освојио Куп Радивоја Кораћа 2019. године. Након једне сезоне је раскинуо уговор са Партизаном. За сезону 2019/20. је потписао уговор са Слободом из Тузле. Потом је годину дана поново био играч сарајевских Спарса, а у сезони 2021/22. је био кошаркаш Цибоне.
Играо је за млађе селекције БиХ. За сениорску репрезентацију Босне и Херцеговине је дебитовао 2017. године у квалификацијама за Светско првенство 2019. у Кини.

## Успеси

### Клупски
- Партизан:
  - Куп Радивоја Кораћа (1): 2019.

- Цибона:
  - Првенство Хрватске (1): 2021/22.
  - Куп Хрватске (1): 2022.